# Marechal Cândido Rondon
Marechal Cândido Rondon là một đô thị thuộc bang Paraná, Brasil. Đô thị này có diện tích 846,051 km², dân số năm 2007 là 46523 người, mật độ 60,7 người/km².